# Automolius irrasus
Automolius irrasus är en skalbaggsart som beskrevs av Blackburn 1906. Automolius irrasus ingår i släktet Automolius och familjen Melolonthidae. Inga underarter finns listade.